# タウラーノ
タウラーノ（伊: Taurano）は、イタリア共和国カンパニア州アヴェッリーノ県にある、人口約1,500人の基礎自治体（コムーネ）。

## 地理

### 位置・広がり

#### 隣接コムーネ
隣接するコムーネは以下の通り。
- ラウロ
- モンテフォルテ・イルピーノ
- モスキアーノ
- パーゴ・デル・ヴァッロ・ディ・ラウロ
- ヴィシャーノ (NA)